# Bendejun
Bendejun (in italiano Bendigiuno, ormai desueto) è un comune francese di 936 abitanti situato nel dipartimento delle Alpi Marittime della regione della Provenza-Alpi-Costa Azzurra. I suoi abitanti sono detti Bendejunois.

## Geografia fisica
Il villaggio è situato a 18 km a nord di Nizza, in direzione Contes - Coaraze - Peïra-Cava attraverso il Colle di San Rocco (Col Saint-Roch), ed è sparpagliato su terreno di campagna disposto a terrazze.
È una stazione climatica ricercata dall'inizio del XIX secolo.
Inizialmente, Bendejun è una frazione del comune di Châteauneuf-Villevieille (in italiano Castelnuovo Villavecchia) o Châteauneuf-de-Contes (Castelnuovo di Conti), ed è soltanto nel 1911 che ne sarà distaccata per formare un comune di pieno esercizio.
Il paese possiede una mediateca, aree da gioco, un campo da tennis, ed il comune e parecchi attori associati organizzano tutto l'anno delle serate-concerto, teatro e cinema. Una nuova scuola che dispone d'una sala polivalente e d'una mensa è stata costruita nel 2009 ed aperta nel settembre 2009.

## Storia
La storia di Bendigiuno risale all'antichità. Un insediamento gallo-romano è stato rilevato ad ovest dell'attuale agglomerato, che supportava forse il sito del villaggio medievale.
Il villaggio è citato nel 1030 nel carteggio di Saint-Pons di Nizza, sotto il nome di "Bec de Juno".
Il toponimo di Bendigiuno (Bendejun), secondo Brechet, appare fin dall'XI secolo, nel 1030, sotto il titolo della sua chiesa dedicata a San Benedetto, che era amministrata da benedettini di Saint-Pons, ma sin dal XIII secolo, questo primo impianto umano stabile sembra essersi disperso.
Il 22 novembre 1622, Pietro Maletti, vescovo di Nizza, erige a parrocchia la località di Bendigiuno, staccandola da Castelnuovo (Châteauneuf), «a causa della distanza con il capoluogo comunale», ed è eretta anche una nuova chiesa al centro della vuova sede parrocchiale.
La chiesa del paese aveva per patrona "Nostra Signora del Santo Rosario" (Notre-Dame-du-Saint-Rosaire), oggi è detta la Chiesa vecchia.
Di fatto, l'agglomerato urbano si forma progressivamente più giù in basso, ad un livello altimetrico inferiore, presentando tuttavia un carattere d'habitat sparso, raro nella Contea di Nizza.
Bendigiuno ch'era inizialmente, ed è stata per molto tempo, una frazione del comune di Castelnuovo-Villavecchia (Châteauneuf-Villevieille), detto anche Castenuovo di Conti (Châteauneuf-de-Contes), soltanto nel 1911 ne sarà distaccata per formare un comune di pieno esercizio.
Il comune di Bendigiuno, fin dal 1388 ha seguito, con la contea di Nizza, le vicende storiche prima della Contea di Savoia e del Ducato di Savoia, e poi dopo il Congresso di Vienna, dal 1815 al 1860, le sorti del Regno di Sardegna-Piemonte, per essere poi annesso alla Francia.
Alla fine del XIX secolo, la borghesia nizzarda vi fece costruire diverse demeures de plaisance (dimore d'agio e riposo) destinate ai propri freschi soggiorni estivi, abitazioni sempre visibili, case che disseminano ancora la campagna. Un terremoto scosse il villaggio il 23 febbraio 1887.
Alcuni edifici richiamano l'attenzione. La chiesa del XVII secolo, detta la "Chiesa Vecchia" (Glèia vièia, nella parlata locale), è diventata nel 1869 la "Cappella dei Penitenti Bianchi della Santa Croce" (Chapelle des Pénitents Blancs de la Sainte-Croix) del paese, mentre la loro cappella iniziale, costruita verso il 1722-1725, è ingrandita per divenire, nel 1868, la chiesa parrocchiale.

## Società

### Evoluzione demografica
Abitanti censiti